# Axatse
L'axatse  est un instrument de percussion de type hochet utilisé par les populations Éwé de la région de la Volta à l'est du Ghana, également au Togo voisin. Il accompagne traditionnellement les orchestres de tambours éwé (kaganu), qui comprennent également le gankogui (de), une double cloche.
Il est fabriqué à partir d'une variété de courge, la calebasse, séchée et travaillée, sur laquelle est posée une maille comportant des graines de dattes ou des perles (à la différence des maracas pour lesquelles les graines sont à l'intérieur)[réf. nécessaire].
Il est apparenté à d'autres hochets-calebasses que l'on rencontre en Afrique de l'Ouest, notamment au chekeré, bien qu'il soit généralement fabriqué à partir d'une calebasse plus petite. L'instrument est perforé, ce qui permet d'en retirer les graines et l'eau qui s'y trouveraient. Cette action empêche le pourrissement et ajoute de la résonance à l'instrument qui est traditionnellement percuté entre les mains et le haut de la jambe[réf. nécessaire].

### Discographie
- (en) Music of the Ewe of Ghana (enreg. Seth Kobla Ladzekpo), Smithsonian Folkways recordings, Washington, D.C., 1969